# Born Again (Danger Mouse & Jemini)
| Recensione       | Giudizio        |
| ---------------- | --------------- |
| Mojo             | [ senza fonte ] |
| musicOMH         | [ 2 ]           |
| The Guardian     | [ 3 ]           |
| Record Collector | [ senza fonte ] |
| The Scotsman     | [ 4 ]           |
| The Sunday Times | [ senza fonte ] |
| The Times        | [ 5 ]           |

Born Again è il secondo album in studio collaborativo del duo composto dal musicista statunitense Danger Mouse e dal rapper statunitense Jemini the Gifted One, pubblicato il 25 agosto 2023 dalla Lex Records.

## Descrizione

### L'album
L'album è il sequel dell'album precedente del duo, ovvero Ghetto Pop Life, che venne rilasciato 20 anni prima. Born Again è l'unico album che Jemini the Gifted One rilasciò da quest'ultimo. I 10 brani che compongono l'album sono stati tutti quanti prodotti da Danger Mouse. Jemini the Gifted One è il cantante principale in tutto l'album.
L'album contiene anche campionamenti da artisti italiani, ossia: Lucio Dalla, Piero Piccioni, Gianfranco Baldazzi e Sergio Badotti.

### Il ritardo di 20 anni
Scrivendo su Pitchfork, Nina Corcoran ha raccontato il lasso di tempo trascorso tra la registrazione e l'uscita dell'album:
Secondo la rivista Spin, la motivazione del ritardo di 20 anni non fu "mai appropriamente spiegata".

## Tracce
Testi di Ain Soph Aur El, musiche di Brian Joseph Burton, eccetto dove indicato.
1. All I – 3:22 (Brian Joseph Burton, Don Danneman, Tom Dawes)
2. Locked Up – 3:54 (Brian Joseph Burton, Lloyd Courtenay, Don Hume, Tony O'Malley)
3. Me – 4:04
4. Knuckle Sandwich II – 1:27 (Brian Joseph Burton, Mahmoud Ahmed)
5. Born Again – 3:44 (Brian Joseph Burton, Noel Reyes)
6. Brooklyn Bazquiat – 3:50
7. Walk The Walk – 4:10 (Brian Joseph Burton, Piero Piccioni)
8. Where You From – 3:59
9. Dear Poppa – 3:27 (Brian Joseph Burton, Gianfranco Baldazzi, Sergio Badotti, Lucio Dalla)
10. World Music – 4:07

Durata totale: 36:04

## Formazione
- Jemini the Gifted One - voce
- Danger Mouse - produzione
- Ain Soph Aur El - produzione
- Kennie Takahasi - missaggio
- Joe LaPorta - masterizzazione